# Waltraut Zachhuber
Waltraut Zachhuber (* 5. Oktober 1941 in Christiansfeld, Dänemark; geborene Fabricius) ist eine deutsche evangelische Pfarrerin.

## Leben
Zachhuber wurde 1941 in Dänemark geboren. Im Alter von sechs Jahren kam sie nach Deutschland. Nach dem Abschluss ihrer Schulausbildung in Niesky studierte sie von 1960 bis 1965 Evangelische Theologie in Halle (Saale), wo sie anschließend bis zum zweiten theologischen Examen 1968 als Vikarin wirkte. 1966 heiratete sie den Pfarrer und späteren Oberkonsistorialrat der Kirchenprovinz Sachsen Gerhard Zachhuber; ihr Sohn Johannes Zachhuber (* 1967) ist Theologe und heute Professor für historische und systematische Theologie in Oxford, ihre Tochter Katharina (1970–2021) war Sängerin im Ensemble der Landesbühnen Sachsen. Zwischen 1969 und 1974 war Waltraut Zachhuber nicht berufstätig.
1974 ging sie gemeinsam mit ihrem Ehemann als Pastorin nach Schwarzheide-West. 1980 kam sie als Dompredigerin nach Magdeburg. Ab 1982 war sie Mitverantwortliche für die wöchentlichen Friedensgebete im Magdeburger Dom und sie beteiligte sich an Aktionen der kirchlichen Friedensbewegung. Vor der Wende war sie Mitglied der Beratergruppe Dom, die ab September 1989 wöchentlich montags die „Gebete um gesellschaftliche Erneuerung“ organisierte. Ihre und Giselher Quasts Aufrufe zur Besonnenheit waren im Herbst 1989 wesentlicher Beitrag zur friedlichen Revolution in Magdeburg.
Nach der Wende war sie von 1990 bis 1995 Presse- und Rundfunkpfarrerin der Kirchenprovinz Sachsen. Sie sprach Morgenandachten im Programm des MDR und des Deutschlandfunks. 1995 übernahm sie das Amt der Superintendentin im Kirchenkreis Magdeburg. Ende 2003 trat sie in den Ruhestand. Sie lebt in Magdeburg, engagiert sich für die Verlegung von Stolpersteinen, war Vorsitzende des Runden Tisches gegen Ausländerfeindlichkeit in Sachsen-Anhalt und ist im Ehrenamt Vorstandsvorsitzende des Fördervereins Neue Synagoge Magdeburg e.V., der den Neubau einer Synagoge in der Landeshauptstadt unterstützt.

## Ehrungen
- 2009: Verdienstkreuz 1. Klasse der Bundesrepublik Deutschland
- 2012: Ehrenbotschafterin der Landeshauptstadt Magdeburg

## Schriften
- mit Giselher Quast: Anstiftung zur Gewaltlosigkeit – Herbst '89 in Magdeburg. imPULS Verlag, Magdeburg 1991.
- mit Harald Schultze: Spionage gegen eine Kirchenleitung. Evang. Büro Sachsen-Anhalt, Magdeburg 1994. DNB 943588855
- Ein Foto spricht zu uns. Stolpersteine für jüdische Schulkinder in Magdeburg. Mitteldeutscher Verlag, Halle/Saale 2015, ISBN 978-3-95462-401-0.